# 덩줘샹
덩줘샹(중국어 간체자: 邓卓翔, 정체자: 鄧卓翔, 병음: Dèng Zhuōxiáng, 1988년 10월 24일 ~ )은 중국의 축구 선수로, 현재 중국 슈퍼리그의 우한 싼전에서 뛰고 있다.
그는 2010년 동아시아컵에서 대한민국을 3-0으로 격파하여 중국이 대한민국을 상대로 첫 승리를 거두는 데에 큰 공을 세웠으며 특히 대한민국 수비진을 단독 드리블로 유린하고 득점으로 연결시켰다.
또한 그는 2010년 6월 4일에 열린 프랑스와의 평가전에서 왼발 프리킥으로 결승골을 기록하면서 중국이 프랑스를 격파하는 이변을 연출하기도 하였다.